# (35681) 1999 BC2
1999 BC2 (asteroide 35681) é um asteroide da cintura principal. Possui uma excentricidade de 0.05964920 e uma inclinação de 17.49991º.
Este asteroide foi descoberto no dia 16 de janeiro de 1999 por Yoshisada Shimizu e Takeshi Urata em Nachi-Katsuura.